# Kenneth John Falconer
Kenneth John Falconer (Hampton Court, 25 de janeiro de 1952) é um matemático britânico. Trabalha principalmente com geometria fractal, teoria da medida geométrica e geometria combinatória. É professor da Universidade de St Andrews.
Em 1998 foi eleito fellow da Royal Society of Edinburgh.

## Obras
- com Hallard Croft, Richard Kenneth Guy Unsolved problems in geometry, Springer Verlag, 1994
- Fractal Geometry - Mathematical Foundations and Applications, 1990, 2ª Edição, Wiley, 2003
- Techniques in Fractal Geometry, Wiley 1997
- The Geometry of Fractal Sets, Cambridge Tracts in Mathematics, Cambridge University Press, 1990